# Daddy Maza
Jordi Extremera Maiz, artísticamente conocido como Daddy Maza, es un MC, DJ, productor y director de cine catalán.

## Biografía
Nacido y crecido en Hospitalet de Llobregat, una de tantas ciudades dormitorio de la megalópolis barcelonesa, el primer contacto de Mazer, como así se hacía llamar por aquel entonces, con la música, viene de la mano del particular universo del grafiti, y será en estas lides y a través de su comercio Ozono, en las que comenzaría a establecer lazos con varios vocalistas que posteriormente colaboraron en sus trabajos, entre ellos El Disop.
Corre 1995 y entre las cintas de casete de hip hop y r´n´b, se comienza a colar algún retazo ragga como Daddy Freddy, que ejercería una influencia innegable en el deejay barcelonés, hasta el punto de basar su apelativo actual en él. Progresivamente, Daddy Maza va abandonando su querencia por el rap americano y va adentrándose de lleno en la esfera del ragga y el dancehall, con devoción por luminarias como Beenie Man, Red Fox, Shaggy, Cutty Ranks, Ninjaman, Pinchers o Shabba Ranks, entre muchos otros.
Bajo este juego de influencias, el raggamuffer comienza a perfilar su estilo, dejando tras de sí un par de primerizas y bisoñas maquetas en casete, en las que desempeñará un rol fundamental el que a la postre se convertiría en su sempiterno productor, ARS (Aerreese).
Apenas unos meses después, Julian Dj, entonces selector de Roots&Vibes Sound y actual promotor incansable del reggae en España, se cruzará en su camino de un modo casual y comenzará a divulgar hacia el deejay su conocimiento de la música jamaicana de todas las épocas, introduciéndolo de lleno en la cultura del sound system, las discotecas ambulantes jamaicanas.
Su siguiente paso será el fichaje por el sello Nu Cru en 1998, a fin de registrar un primer maxi "Rumores", que posibilitará a Daddy Maza trabajar con una eminencia en las remezclas de la música electrónica como Big Toxic y que apenas recibirá difusión, por la incapacidad del sello en distribuirlo debidamente.
Desengañado del negocio musical, empleará los próximos años en girar bajo el soporte rítmico proporcionado por Roots&Vibes Sound, ejerciendo de telonero de Peter Hunningale, The Wailers, Nerious Joseph o Starkey Banton, entre otros nombres.
Superada esta etapa de inactividad en la edición, Daddy Maza aprovechará el apogeo de la red de redes para difundir libremente "Rumores 2002", un trabajo de remezclas que remozará parte de los temas que integraron su maxi "Rumores", aportando así una visión más actualizada de estos de la mano de La Puta Opepé, Gray, Marcos Fonktana o Daviz (Logic).
A este trabajo virtual, le seguirá "La Fiebre Amarilla", primer larga duración del vocalista, trufado de reputadas colaboraciones (Eddine Saïd, Hermano L, Flavio Rodríguez, Starkey Banton, Jahnkonoo Man, El Disop) y editado bajo la supervisión del sello de hip hop Superego, que supuso una primera exploración de la faceta más soulera de Daddy Maza.
La edición de dicha obra le granjeará apariciones en el primer recopilatorio two-riddim del proyecto Bien sobre Mal, "Ganjaparty+Blueprint" y sendas giras, en 2003 y 2004, por tierras germanas en compañía de su inseparable mentor Roots&Vibes Sound.
Con la mirada fijada en planchar un nuevo trabajo, Daddy Maza se pone en manos de 180 para la producción de su videoclip "Mi Gal" (2004), en el que aprovechará para explotar nuevamente su vis más próxima al soul actual y que no recibe excesiva difusión, al no encontrarse acompañado de una larga duración que lo refrende de cara al mercado.
De nuevo, se sumirá en una aparente, aunque incierta, invisibilidad en términos discográficos, puesto que su nombre quedará reflejado en recopilatorios contrastados como el japonés "Street Vibes" (Universal, ´05) o "Invasion" (Top a Top, ´07) junto al panameño Banton; la mixtape "Ola de Calor" (Heatwave, ´07) o los one-riddims alemanes "Señorita" (Kingstone, ´05) y "Rodeo" (Germaican, ´06), con los temas "El Tic" y "Muévanse ya!!" respectivamente.
El último disco de Daddy Maza siendo una excelente colección de temas contemporáneos, adopta este título por haber sabido aunar la actualidad con la gran experiencia que atesora en los muchos años ante el micrófono. El que puede que sea el más longevo artista en España de ragga o dancehall, bien entrado el año 2015 sigue en la brecha.
Mucho tiempo alejado de las tablas, pero siempre en contacto con la realidad y la actualidad de la música jamaicana, Daddy Maza es, sin duda alguna, el dancehall dj
CLÁSICO por excelencia en España.
“Clásico” reúne una quincena de temas en los que se deja entrever claramente el gusto musical del propio artista, Reggae foundation, Ragga noventero, una pizca de R&B, diversas pinceladas de hip hop de vieja escuela, Reggae del siglo XXI y un toque final internacional a nivel europeo y jamaicano.
El último trabajo de Daddy Maza ha sido cocinado a fuego muy muy lento, cualquier productora de las de antaño en la época en que el público compraba discos se habría desesperado, pero ello, quizá le ha aportado un toque mucho más maduro y ha otorgado al artista la oportunidad de darle la forma exacta que desde un principio ideó en su mente.
Daddy Maza se vuelve a rodear de viejos amigos de estudio, las colaboraciones son numerosas en “Clásico”, apareciendo como invitados ilustres nombres de nuestra escena de la talla de Flavio Rodríguez, El Disop, T.O.F., Dlux, Supa Bassie o Pacozú y producciones de primera de la mano de Aerreese, JML, JC Moreno o Jim B.
A nivel internacional Ill Inspecta (RIP) desde Alemania o el jamaicano Teflon aportan la guinda a un delicioso pastel que a buen seguro deja patente que Daddy Maza siempre ha estado presente y que aún sin prodigarse en la escena sigue siendo para muchos fanes el número 1. 

Biografía resumida

Sacó su primera maqueta en 1997, “Otro Chico Rudo”, bajo el nombre de Dad Maza. Dos años más tarde ficharía por Superego, y sacaría su primer trabajo profesional, un maxi llamado “Rumores”.
Cambiaría su nombre por Daddy Maza al sacar en 2002 su primer LP, “La Fiebre Amarilla”, con colaboraciones de Flavio Rodríguez, Dlux, Hermano L, Eddine Saïd y El Disop entre otros.
El mismo año sacó un sencillo en CD llamado “Eso Es Así” y un EP llamado “Rumores 2002” , ambos con producciones de La Puta OPP. En 2015 edita su último trabajo de la mano de Germaica Iberia y BOA hasta la fecha titulado "Clásico", una despedida de los escenarios por todo lo alto homenajeando al sonido Raggamuffín de los 90's.

## Director
En paralelo a los últimos años de su carrera musical, Daddy Maza desarrolla otra de sus pasiones que es la cinematográfica. En esta ocasión decide usar su nombre real pues no cree que tengan que tener ninguna vinculación ambas disciplinas. Comienza en el 2012 a editar video de manera profesional, y esa evolución lógica le lleva a agarrar una cámara y dirigir sus propios proyectos. En la actualidad tiene una productora llamada rice'N'pix (juego de palabras de una comida jamaicana típica llamada Rice & Peas) la cual ha producido videos de moda para marcas como Dickies o Reebok, y documentales musicales para artistas como Little Pepe. 
Su formación como director de cine y montador permiten a Jordi Extremera no alejarse de su siempre creativas aptitudes. 

## Discografía
- "OriginaL'H de la Selecta" (Maqueta) (1995)
- "Otro Chico Rudo" (Maqueta) (1996)
- "Rumores" (EP) (SoDens, 1999)
- "Rumores 2002" (Maqueta) (2002)
- "Eso Es Así" (Maxi) (Superego, 2002)
- "La Fiebre Amarilla" (LP) (Superego, 2002)
- "La Fiebre Amarilla - Los Riddims (E.Vinilo)" (LP) (Superego, 2002)
- "Funeral" (Maxi) (Germaica Iberia, 2014)
- "Clásico" (LP) (Germaica Iberia, 2014)

## Colaboraciones
- Make D "El Planeta De Los Simios EP" (1998)
- El Disop "Cajas Y Bombos Retumban En Tu Barrio" (1999)
- T.O.F. "Hospifa Estropicios" (1999)
- VVAA "Bien Sobre Mal Vol.1" (2002)
- VVAA "Riddim Stars-Rodeo Europe" (2005)
- VVAA "Señorita Riddim" (2005)
- King Der "RiddimZone CD3" (2006)
- VVAA "Agua Riddim" (2008)
- Daddy Banton "Activando la GYALeria" (2008)
- Ill Inspecta "The Krazy European" (2008)
- VVAA "Kingstone Presents Gym Riddim" (2009)

## Filmografía
| Año           | Título                  | Género                 | Rol                         |
| ------------- | ----------------------- | ---------------------- | --------------------------- |
| 1993          | Historias para no sobar | Comedia Relatos        | Director Guionista Editor   |
| 1994          | Dogs (Corto)            | Acción Artes marciales | Actor                       |
| 1996          | Dogs 2 (Mediometraje)   | Acción Thriller        | Director Actor Editor       |
| 2017          | Works For Me            | Documental Deportes    | Director Editor             |
| En producción | 70 Millones De Pasos    | Documental             | Director Guionista Montador |